# Zevon Archibald
Zevon Archibald là một cầu thủ bóng đá đến từ Saint Kitts và Nevis, từng thi đấu cho Newtown United FC kể từ năm 2011.